# Primauté pétrinienne
Ne doit pas être confondu avec Primauté pontificale.

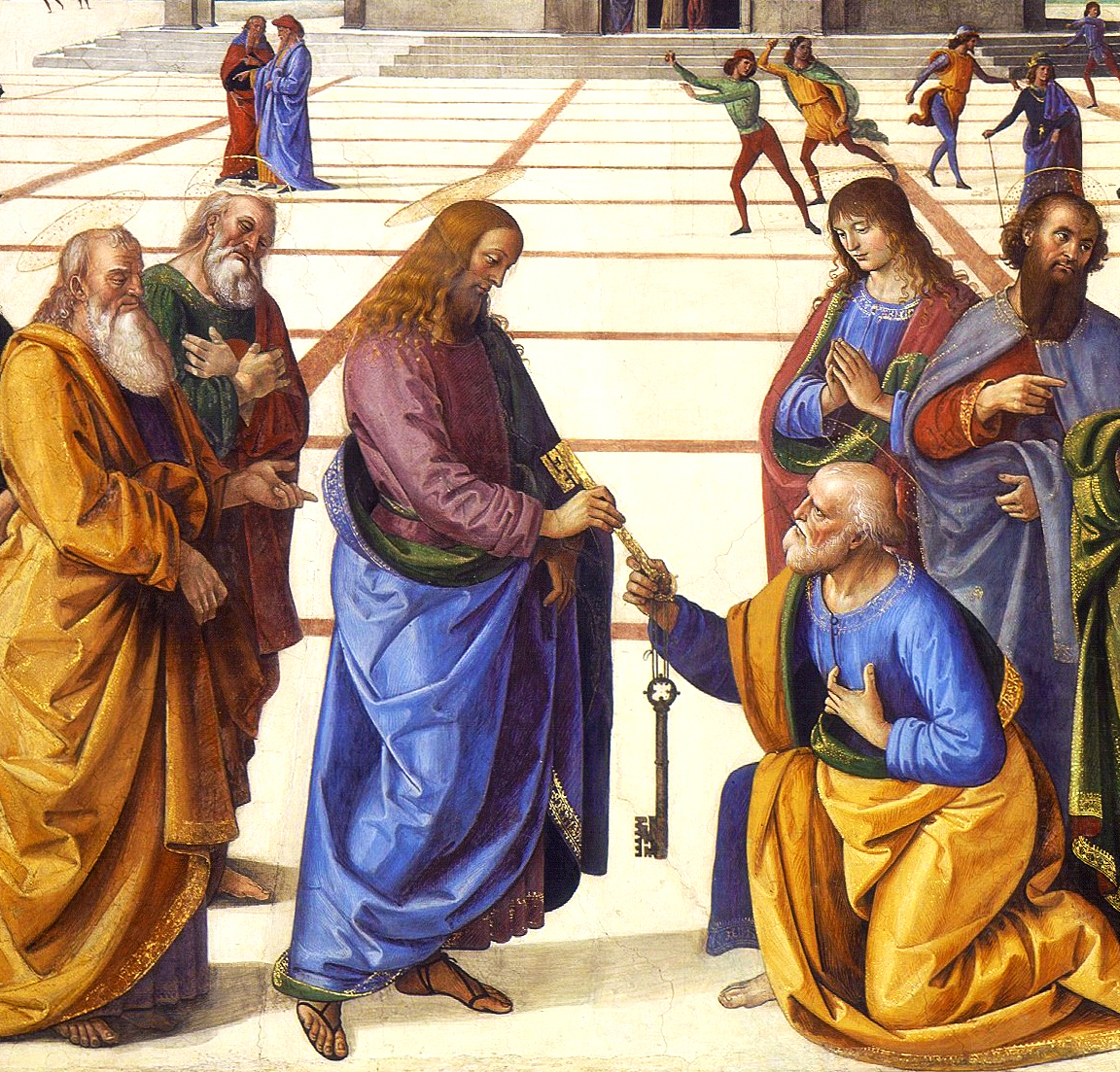
Détail de La Remise des clefs à saint Pierre par Le Pérugin (v. 1481), chapelle Sixtine, Rome.

La primauté pétrinienne, ou primauté de Pierre, est la doctrine catholique selon laquelle Pierre a la préséance sur tous les autres apôtres et a été institué « premier pape » par Jésus lui-même. Cette doctrine ainsi que la succession apostolique qui en découle sont contestées par les autres confessions chrétiennes, en particulier l'orthodoxie et le protestantisme. Ce différend a notamment provoqué le Grand Schisme.

## Fondements scripturaires
La primauté pétrinienne est la base doctrinale sur laquelle se fonde l'Église catholique pour affirmer la primauté pontificale. Elle repose d'une part sur le thème de la « remise des clefs du Royaume » à Pierre, premier évêque de Rome et premier pape selon la tradition catholique, et d'autre part sur le chapitre 16 de l'Évangile selon Matthieu (Mt 16:18-19), où, après la profession de foi de Pierre (Mt 16:13-20), Jésus déclare à l'apôtre : « Tu es Pierre et sur cette pierre je bâtirai mon Église », :

« Et moi, je te dis que tu es Pierre, et que sur cette pierre je bâtirai mon Église, et que les portes du séjour des morts ne prévaudront point contre elle. Je te donnerai les clefs du royaume des cieux : ce que tu lieras sur la terre sera lié dans les cieux, et ce que tu délieras sur la terre sera délié dans les cieux,. »

Ce passage est propre à Matthieu et pose la question d'une éventuelle interpolation,.

## Comparaison des trois synoptiques
| Marc : 8, 27-30 | Matthieu : 16, 13-20 | Luc : 9,18-21 |
| --- | --- | --- |
| En chemin, il leur fit cette question : Qui dit-on que je suis ? Ils lui répondirent : les uns Jean-Baptiste, les autres Élie, les autres comme un des prophètes. Et vous, leur dit-il alors, qui dites-vous que je suis ? Pierre, prenant la parole, lui dit : Vous êtes le Christ. | Jésus, étant venu aux environs de Césarée de Philippe, interrogea ses disciples et leur dit : Que disent les hommes qu’est le Fils de l’Homme ? Ils lui dirent : les uns disent Jean-Baptiste, les autres Jérémie, les autres Elie ou l’un des prophètes. Jésus leur dit : Et vous, qui dites-vous que je suis ? Simon-Pierre, prenant la parole, dit : Vous êtes le Christ, le Fils de Dieu vivant. | Et il arriva que, comme il priait en particulier, ayant ses disciples avec lui, il leur demanda : Qui le peuple dit-il que je suis. Ils lui répondirent : les uns disent Jean-Baptiste, les autres Elie, les autres un des anciens prophètes ressuscité. Et il leur dit : Mais vous, qui dites-vous que je suis ? Simon-Pierre, prenant la parole, dit : le Christ de Dieu |
| | Jésus lui répartit : Tu es bienheureux, Simon, car ce n’est point la chair et le sang qui t’ont révélé ceci, mais mon Père qui est dans le Ciel. Et moi je te dis que tu es Pierre, et que sur cette pierre je bâtirai mon Église et les portes de l’enfer ne prévaudront point contre elle. | |
| Et il leur défendit très fortement de le dire à personne. | Alors il défendit à ses disciples de dire à personne qu’il fût Jésus-Christ. | Jésus leur défendit avec menaces de dire cela à personne. |

## Débat ecclésiologique

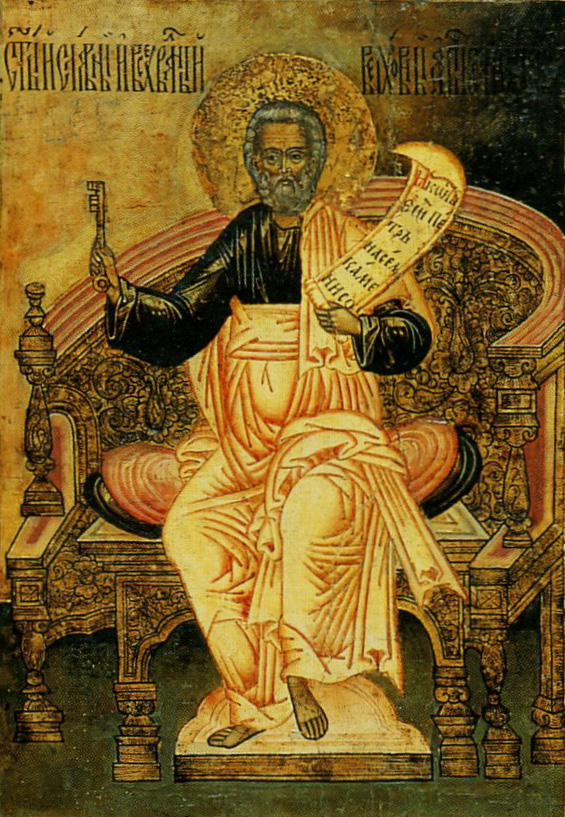
L'Apôtre Pierre, icône russe du XVIIe siècle, Pskov.

De nombreux chercheurs, cependant, soutiennent que, dans le christianisme primitif, la structure ecclésiale formée de plusieurs presbytres-épiscopes a perduré à Rome jusqu’au milieu du IIe siècle, moment auquel s'est imposé le principe d’un unique évêque entouré de presbytres. Dès lors, pour ces chercheurs, les auteurs ultérieurs ont appliqué rétrospectivement le qualificatif d'« évêque de Rome » aux membres éminents du clergé des premières décennies ainsi qu'à Pierre lui-même. Sur cette base, Oscar Cullmann, Henry Chadwick et Bart D. Ehrman se demandent s’il existe un lien formel entre Pierre et la papauté moderne. Raymond E. Brown écrit : « L'enseignement de l'Église ne suggère pas que les évêques soient les successeurs des Douze en tant que tels. » Brown ajoute qu’il est anachronique de parler de Pierre en termes d’évêque local de Rome, mais que les chrétiens de cette époque ont pu considérer Pierre comme exerçant des fonctions contribuant de manière essentielle au développement du rôle de la papauté dans l’Église ultérieure. Ces fonctions, poursuit Brown, ont largement contribué à faire de l’évêque de Rome, ville où Pierre est mort et où Paul a témoigné de la vérité du Christ, le successeur de Pierre dans la protection de l’Église.

## Tu es Petrus
La traduction latine de la Vulgate, Tu es Petrus (« Tu es Pierre », de Mt 16:18), a été mise en musique sous forme de motets ou d'hymnes liturgiques chantés lors de célébrations auxquelles participe le pape. Par exemple, le motet Tu es Petrus de Scarlatti ou le motet et la messe de Palestrina. 
Ces trois mots apparaissent souvent comme un résumé de la doctrine de la primauté pétrinienne ainsi que des débats théologiques et ecclésiologiques qui lui sont associés. Ils forment également l'un des thèmes de l'iconographie chrétienne.